# ساندرو دا سیلوا مندونسا
ساندرو دا سیلوا مندونسا (به پرتغالی: Sandro Da Silva Mendonça) هافبک اهل برزیل است که در شهر فورتالزا و در تاریخ ۱ اکتبر ۱۹۸۳ به دنیا آمده‌است.
ساندرو دا سیلوا مندونسا در تیم‌های فوتبال Parana سابقهٔ حضور دارد.